# Tokyo Indoor 1988
Il Tokyo Indoor 1988 è stato un torneo di tennis giocato sintetico indoor. È stata l'11ª edizione del Tokyo Indoor, che fa parte del Nabisco Grand Prix 1988. Si è giocato a Tokyo in Giappone dal 18 al 23 ottobre 1988.

## Campioni

### Singolare maschile
Boris Becker ha battuto in finale  John Fitzgerald con il punteggio di 7–6, 6–4

### Doppio maschile
Andrés Gómez /  Slobodan Živojinović hanno battuto in finale  Boris Becker /  Eric Jelen con il punteggio di 7–5, 5–7, 6–3